# 西西里岛菲乌梅弗雷多
西西里岛菲乌梅弗雷多（義大利語：Fiumefreddo di Sicilia）是意大利西西里大区卡塔尼亞廣域市的一个市镇。总面积12.05平方公里，人口9784人，人口密度812.0人/平方公里（2009年）。ISTAT代码为087016。